# برنت ابيل
برنت ر. أبيل (من مواليد يوليو 13 ، 1950) هو محامي وسياسي وقانوني أمريكي يعمل كقاضي في المحكمة العليا في ولاية أيوا. كان الاستئناف في السابق محاميا في مكتب المدعي العام في ولاية أيوا وكان مرشحا لمقعد في الجمعية العامة في ولاية أيوا.

## النشأة والتعليم
الاستئناف هو مواطن من دوبوك ، أيوا. تخرج من جامعة ستانفورد بدرجة البكالوريوس في الآداب وماجستير الآداب في عام 1973. حصل على الدكتوراه في القانون من جامعة كاليفورنيا ، كلية بيركلي للقانون في عام 1977. في بيركلي ، كان محررا في مراجعة قانون كاليفورنيا وفاز بمحكمة ماكباين الصورية.

## حياة مهنية
بعد تخرجه من كلية الحقوق, كتبة الاستئناف في محكمة الاستئناف في الولايات المتحدة لمقاطعة دائرة كولومبيا. 
وكان الاستئناف ثم أول مساعد النائب العام في ولاية ايوا من 1979 إلى 1983 ونائب المدعي العام من 1983 حتى 1987. أثناء عمله في مكتب المدعي العام في ولاية أيوا ، جادل في أربع قضايا أمام المحكمة العليا للولايات المتحدة ، بما في ذلك Nix v. Williams وNix v. Whiteside.
من عام 1987 إلى عام 2006 ، عمل أبيل في عيادة خاصة في دي موين ، بما في ذلك في مكاتب المحاماة ديكنسون ، ماكمان ، تايلر وهاغان بي سي واندرو ، باير ، أبيل وكاسبر بي سي تخصص في التقاضي التجاري وقانون العمل والإصابات الشخصية. 
ركض الاستئناف دون جدوى مرة واحدة للجمعية العامة ولاية ايوا كمرشح ديمقراطي. 

### المحكمة العليا في ولاية ايوا
تم ترشيح من قبل حاكم ولاية ايوا توم فيلساك لفترة تبدأ في 2006 لخلافة جيمس H. كارتر في المحكمة العليا في ولاية ايواا. 
في 2010, عين رئيس القضاة جون روبرتس الاستئناف لمدة ست سنوات كعضو في اللجنة الاستشارية الاتحادية على قواعد الإثبات. 

## الحياة الشخصية
زوجة أبيل ، ستاتشي أبيل ، هو عضو سابق في مجلس الشيوخ ولاية ايوا من منطقة 37th. كانت المرشحة الديمقراطية لمنطقة الكونغرس 3rd في ولاية أيوا في 2014. الاستئناف لديه ستة أطفال. 